# Violeta Bermúdez
Violeta Bermúdez (ur. 12 sierpnia 1961 w Limie) – peruwiańska prawniczka i polityk, w latach 2020–2021 premier kraju

## Życiorys
Urodziła się w Limie w rodzinie pochodzącej z Cerro de Pasco. Uczęszczała do szkoły dla dziewcząt im. Rosa de Santa María w swoim mieście rodzinnym. Studiowała prawo na Uniwersytecie Świętego Marka w Limie. Otrzymała potem stopień magistra z Prawa Konstytucyjnego na Papieskim Uniwersytecie Katolickim w Peru.
W latach 1997–2002 pełniła funkcję koordynatora ds. praw człowieka przy Agencji dla Międzynarodowego Rozwoju Stanów Zjednoczonych (USAID). W 2002 była wiceministrem ds. promocji kobiet i rozwoju ludzkiego. Od lipca do grudnia 2003 pełniła funkcję szefa zespołu doradców premier Beatriz Merino. W latach 2012–2017 była dyrektorem Projektu Popierania Decentralizacji przy Agencji Narodów Zjednoczonych dla Międzynarodowego Rozwoju. Od 18 listopada 2020 premier Peru, powołana na stanowisko przez prezydenta Francisco Sagasti.
28 lipca 2021 w związku zakończeniem kadencji prezydenta Sagasti przestała pełnić funkcję premiera.